# Obora u Cerhonic
Obora u Cerhonic je osada, část obce Cerhonice v okrese Písek v Jihočeském kraji. Nachází se asi 1,5 kilometru jižně od Cerhonic. Je zde evidováno 47 adres . V roce 2011 zde trvale žilo 29 obyvatel. Zástavba osady těsně sousedí s osadou Obora u Radobytec, s níž tvoří prakticky jeden urbanistický celek.
Obora u Cerhonic leží v katastrálním území Cerhonice o výměře 9,5 km².

## Historie
První písemná zmínka o vesnici pochází z roku 1688.

## Obyvatelstvo
| Rok            | 1869 | 1880 | 1890 | 1900 | 1910 | 1921 | 1930 | 1950 | 1961 | 1970 | 1980 | 1991 | 2001 | 2011 | 2021 |
| -------------- | ---- | ---- | ---- | ---- | ---- | ---- | ---- | ---- | ---- | ---- | ---- | ---- | ---- | ---- | ---- |
| Počet obyvatel | 232  | 238  | 234  | 216  | 211  | 209  | 180  | 157  | 129  | 77   | 50   | 30   | 32   | 29   | 32   |
| Počet domů     | 24   | 42   | 31   | 36   | 37   | 38   | 39   | 41   | 38   | 32   | 25   | 26   | 46   | 47   | 46   |

## Obecní správa
Při sčítání lidu v letech 1850–1980 Obora u Cerhonic byla osadou obce Cerhonice v okrese Písek. Od 1. ledna 1981 do 23. listopadu 1990 byla částí města Mirotice v okrese Písek. Od 24. listopadu 1990 je opět částí obce Cerhonice v okrese Písek.

## Pamětihodnosti
- Kamenná boží muka z roku 1880 u komunikace z osady do obce Cerhonice.[10] Boží muka jsou vedená v kulturní památkou.

## Další fotografie

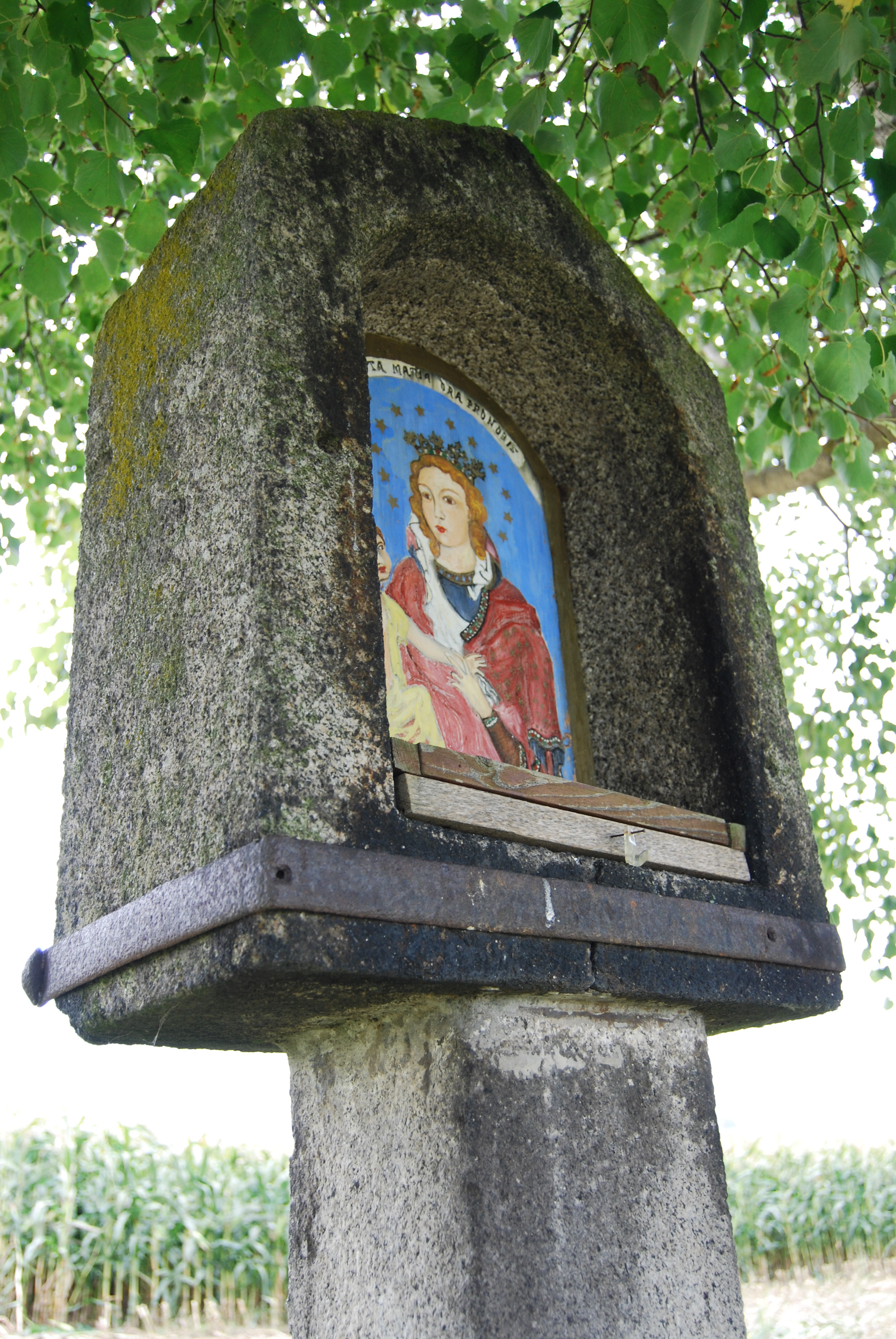
Boží muka severně od vsi
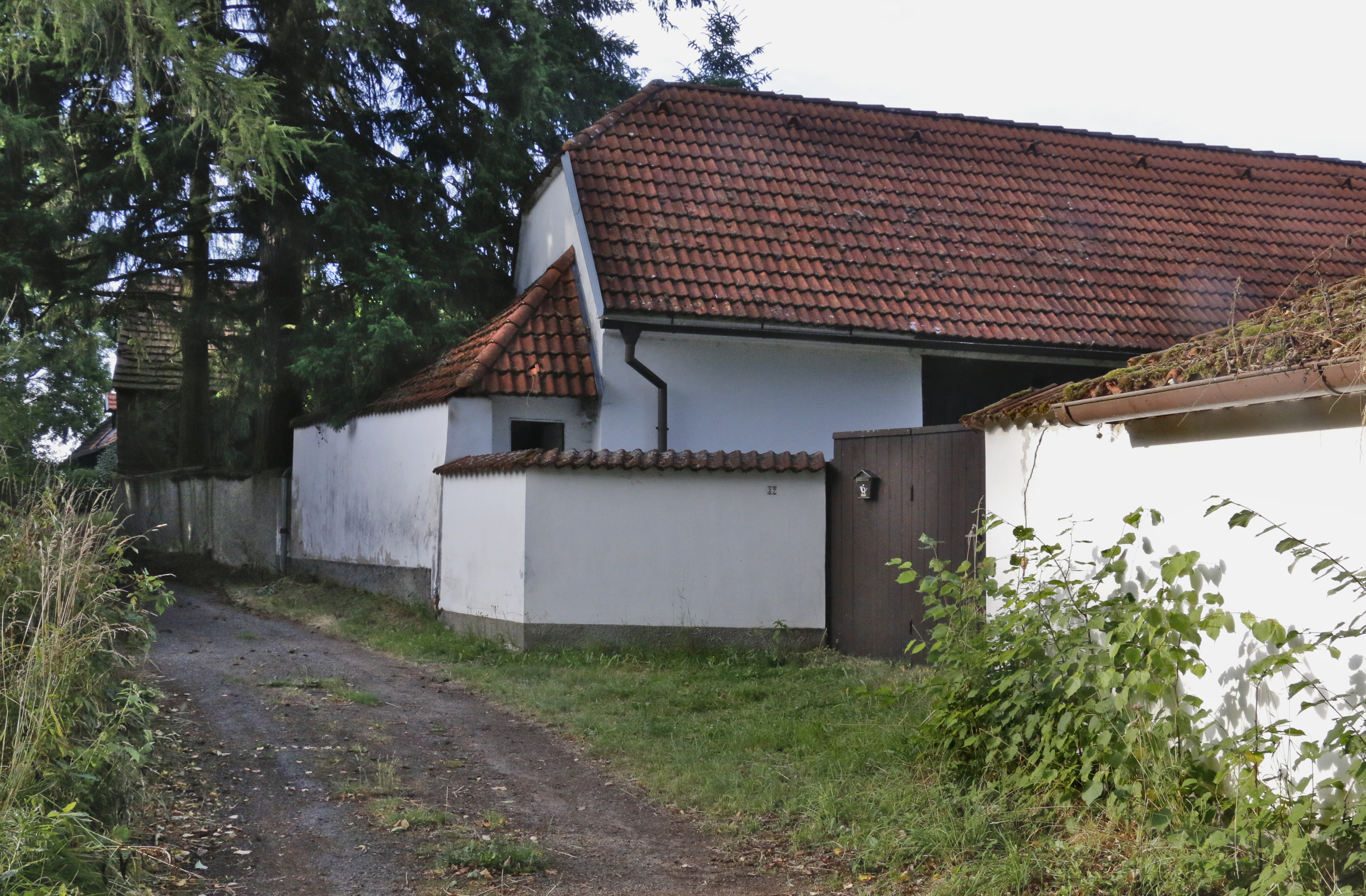
Dům čp. 27
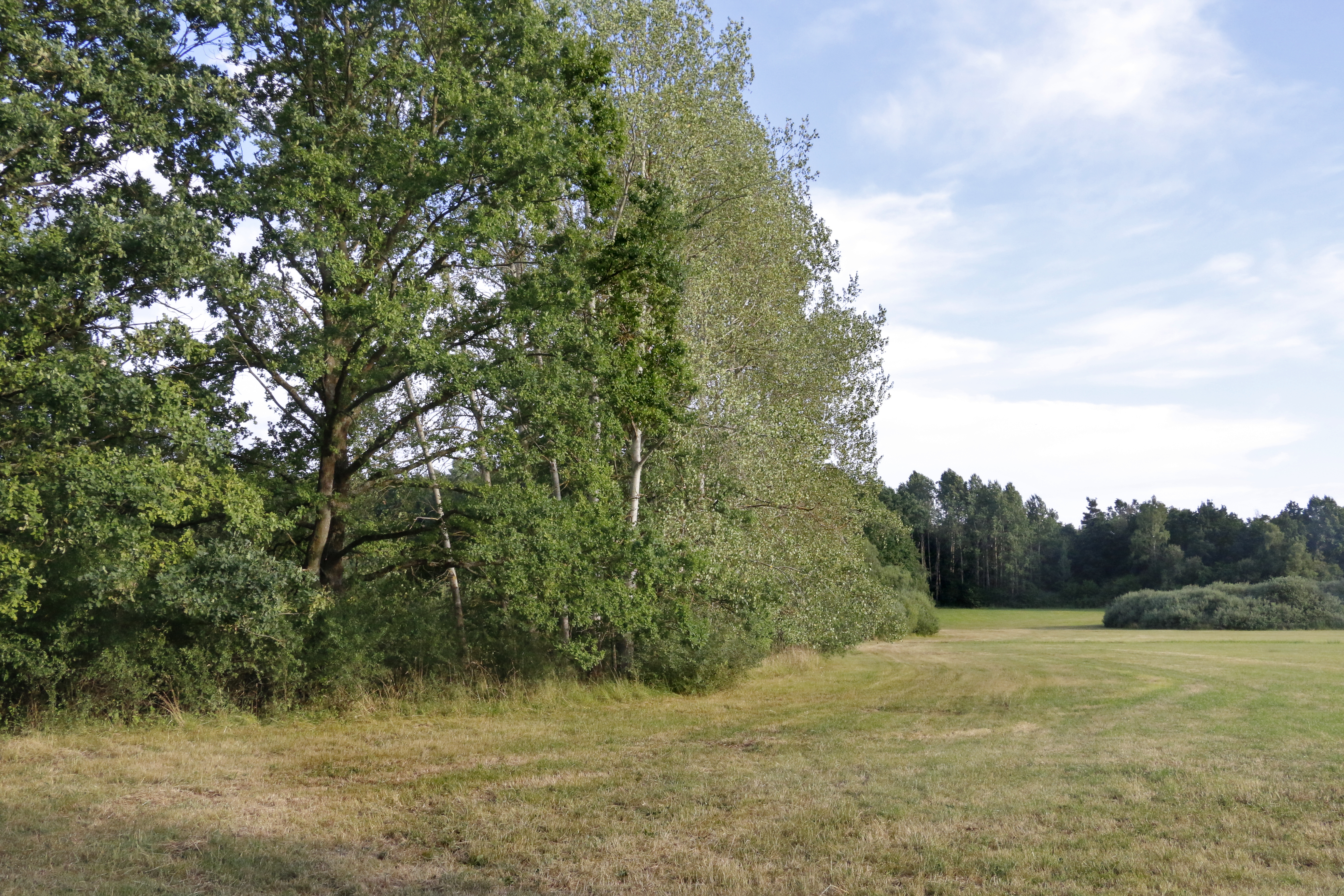
Krajina jižně od vesnice